# Stela (birra)
Stela è una birra albanese prodotta da Stefani & CO. La birreria è situata a Tirana, in Albania.
Le sue due principali concorrenti in Albania sono le birre Tirana e Norga.